# Vera Yurasova
Vera Yevguénievna Yurásova (en ruso Ве́ра Евге́ньевна Юра́сова, Moscú, 4 de agosto de 1928 - 11 de enero de 2023) fue una física rusa que ha contribuido al estudio de los procesos de interacción entre haces de iones y superficies sólidas, tanto en sus características experimentales como en sus mecanismos físicos.

## Biografía
Vera Yurásova nació en Moscú el 4 de agosto de 1928. Su padre, Yevgueni Yurásova, era el Jefe del Departamento de Radiocomunicaciones en Aviación de la Academia Zhukovski de Ingeniería de la Fuerza Aérea. Su marido, Anatoli Gorshkov (1928-1997), también era físico y doctor en ciencias. Su hija es la Dra. Tatiana Yurasova.

## Trayectoria
Vera Yurásova estudió en la Facultad de Física de la Universidad Estatal de Moscú de 1946 a 1951. Hizo su proyecto de fin de carrera, titulado  "Movimiento y enfoque de partículas en un trajotrón"  en el Instituto de Tele mecánica Automática de la Academia de Ciencias de la Unión Soviética, bajo la supervisión del catedrático Dmitri Ziórnov. Después de terminar sus estudios en 1951, comenzó a trabajar en la Universidad de Moscú, en el departamento de óptica electrónica, en la Facultad de Física.
En 1958, completó su doctorado en "Procesos bajo pulverización catódica de mono y policristales metálicos", bajo la supervisión del catedrático Grigori Spivak. En 1975, se doctoró en Ciencias por su trabajo sobre "Emisión de partículas atómicas bajo el bombardeo iónico de cristales individuales".
En los primeros días de su trabajo de investigación, debatió regularmente sus resultados científicos con científicos clave, que en ese momento trabajaban en la Facultad de Física de la Universidad de Moscú: Alekséi Shúbnikov, Serguéi Vekshinski, Lev Artsimóvich. Junto con Spivak, ella los cuenta como sus maestros. Más tarde, estableció vínculos científicos particularmente estrechos con el teórico Oleg Fírsov, con quien también trabajó en el Consejo de Física del Plasma de la Academia Rusa de Ciencias.
Vera Yurásova fue una de las fundadoras de la escuela científica de investigación sobre las interacciones de las partículas atómicas con los sólidos. Es muy conocida tanto en Rusia como en el extranjero. Las áreas clave de su investigación científica han sido la electrónica, la física de radiación de sólidos, el diagnóstico de superficies con haces de iones y la simulación por computadora de interacciones de iones con superficies.

### Enseñanza en la Universidad de Moscú
- Desarrolló e impartió cursos sobre "Equipos de óptica electrónica" e "Interacción de iones con la superficie". Dirigió el seminario soviético (y más tarde ruso) sobre problemas fundamentales y aplicados en la interacción de los iones con la superficie - un seminario especial para estudiantes de doctorado que estudian la técnica de pulverización y las emisiones de iones.
- Supervisó exitosamente a 30 estudiantes de doctorado, ocho de los cuales se convirtieron en Doctores en Ciencias.

### Trabajo científico
- Fue la primera en observar la anisotropía de la pulverización de monocristales con iones incidentes de altas energías (en el rango de uno a decenas de keV) y la anisotropía de la dispersión de iones.
- Descubrió un efecto cuántico en la pulverización, demostrando que la orientación del espín influye en la emisión de partículas secundarias de los materiales ferromagnéticos.
- Descubrió oscilaciones en el espectro de energía de los iones excitados secundarios, que apuntan a la interferencia cuántica de varios estados de los iones y del objetivo. Esto proporcionó un nuevo método experimental para establecer la estructura electrónica de la superficie.
- A través de experimentos y simulación por ordenador, fue la primera en investigar las particularidades de la pulverización de monocristales de composición binaria y en encontrar una distinta anisotropía en la emisión de los diferentes componentes del compuesto o de la aleación.
- Estudió la estabilidad a la radiación de una serie de compuestos, utilizados como recubrimientos duros y como fuentes de luz de mayor brillo.
- Desarrolló la metodología y creó la primera instalación industrial para grabar la estructura de la superficie mediante bombardeo iónico.

Estos y otros resultados científicos son altamente valorados en artículos y libros científicos. Ver, por ejemplo, N.V. Pleshivdtsev "Cathodic Sputtering" (Atomizdat 1963) y R. Behrisch "Sputtering by Particle Bombardment,II" (Springer-Verlag, Berlín, Heidelberg, Nueva York, 1983).

### Comités científicos
Ha participado activamente en varios consejos científicos de la Academia de Ciencias y del Ministerio de Educación Superior, así como en los comités organizadores y científicos de numerosas conferencias internacionales. Es miembro de la Sociedad Internacional de Física Bohmische (desde 1992) y de la Unión Internacional para la Ciencia, Técnica y Aplicaciones del Vacío - IUVSTA (desde 1992). Es miembro del consejo editorial de la revista internacional "Vacuum" (Elsevier) desde 1991.

## Obras

### Libros
- V.E.Yurásova, G.V.Spivak, A.I.Krójina, "Microscopía electrónica moderna", Moscú: NTO de A.S.Popov, 1965.
- M.D.Gabóvich, M.I.Gúseva, V.E.Yurásova, "Física y tecnología de los iones". Kiev: I.F. 1990, 61 págs.
- V.E.Yurásova, "Interacción de los iones con las superficies". Moscú: PrimaB, 1999, 639 págs.

### Publicaciones
Autora de más de 450 obras científicas. Estos incluyen:
- "Teoría novedosa de la pulverización catódica y microestructura de la superficie metálica pulverizada" (J. Techn. Phys. 1958, 28, 1966-1970); "Emisión dirigida de partículas de un monocristal de cobre pulverizadas por iones hasta 50 keV" (JETP, 1959, 37, 966-971); "Anisotropía de la reflexión de los iones de argón de un solo cristal de cobre" (JETP, 1964, 47, 47, 473-475); "Emisión direccional de partículas cargadas de un solo cristal bajo bombardeo iónico" (Phys. Stat. Sol..., 1966, 17, k187-k190); "Cambio en la pulverización de monocristales de níquel al cruzar el punto de Curie" (Carta al JETP, 1975, 21, 197-199); "Formación de conos durante la pulverización" (Rad. Eff.., 1976, 27, 237-244); "Emisión de partículas secundarias durante el bombardeo iónico de metales en la región de transición de fase", Parte 1: Pulverización (Vacuum, 1983, 33, 565-578), Parte 2: Emisión de partículas cargadas y fotones (Vacuum, 1986, 36, 435-458); "Procesos de cuasiresonancia en la emisión de iones de silicio secundarios excitados" (NIMB,1988, 33, 547-550); "Emisión de electrones Auger a partir de aleaciones de aleaciones ferromagnéticas". fiz.., 2006, 70, 889-893).
- Artículos en la Gran Enciclopedia Soviética y en el Diccionario Enciclopédico de Física. Editora de la traducción rusa de varios libros sobre interacciones de partículas con sólidos. Tiene "certificado de autora" de 10 invenciones.

## Premios y reconocimientos
- Premio S.I. Vavílov a la "Instalación para el grabado de la estructura de metales, semiconductores y dieléctricos mediante bombardeo iónico" (1962).
- Premios del Ministerio de Educación Superior soviético a las mejores obras científicas del año (1982 y 1986).
- Medalla de plata de la Exposición Soviética de Logros Nacionales (VDNJ, ahora Centro de Exposiciones Panruso) por "Instalación de grabado iónico UIT-1" (1960). Medallas de las exposiciones internacionales de Río de Janeiro (1961) y Londres (1962) por el primer equipo industrial para determinar la estructura de la sustancia mediante bombardeo iónico.
- Recibió, junto con Gottfried Wehner, el premio de U.S. Physical Electronics Industries Inc. "Por su trabajo pionero en el campo del sputtering", 1981 (a la "Madre de la pulverización" y al "Padre de la pulverización").
- Su biografía está incluida en el diccionario biográfico "Rusos famosos" (Moscú, Astreya 2000), en "Quién es quién en ciencia e ingeniería", 2001 y 2006" y en "Marquis Who's Who in the World, 2008".